# Corditubera kivuensis
Corditubera kivuensis är en svampart som beskrevs av Demoulin & Dring 1975. Corditubera kivuensis ingår i släktet Corditubera, ordningen Boletales, klassen Agaricomycetes, divisionen basidiesvampar och riket svampar.   Inga underarter finns listade i Catalogue of Life.